# يفيم ريزفان
يفيم أناتوليفيتش ريزفان (بالروسية: Ре́зван, Ефи́м Анато́льевич) بروفيسور روسي مستعرب ومتخصص في الدراسات القرآنية، ولد في 7 أكتوبر 1957 في مدينة لينينغراد (سان بطرسبورغ حاليا) في الاتحاد السوفيتي، ويشغل حاليا منصب نائب مدير متحف علم الإنسان والاثنوغرافيا في سان بطرسبورغ التابع لأكاديمية العلوم الروسية، ويترأس هيئة تحرير المجلة العلمية الدولية "Manuscripta Orientalia"، وهو أستاذ في كلّيتي الفلسفة والاستشراق في جامعة سان بطرسبورغ. له أكثر من 250 بحثاً علمياً نشرت جميعها باللغات الروسية، والإنكليزية، والعربية، والفرنسية، والألمانية، واليابانية، الإيطالية، والأوزبيكية، والفنلندية، والفارسية، والتترية، وغيرها من اللغات.

## عائلته
ينحدر يفيم ريزفان من عائلة عسكرية التقاليد، فجده - يفيم إيمليانوفيتش ريزفان حائز على أعلى وسام عسكري في روسيا الإمبراطورية عام 1915. أما والده أناتولي يفيموفيتش ريزفان فهو ضابط متطوع، خاض الحرب العالمية الثانية (1941-1945) ونال العديد من الأوسمة. له ابنة وحيدة هي ماريا يفيموفنا ريزفان وهي دكتورة في علم التاريخ وآسيا الوسطى وتشغل منصب رئيسة قسم إثنوغرافيا آسيا الوسطى في متحف علم الإنسان والاثنوغرافيا «كونستكاميرا» في سان بطرسبورغ التابع لأكاديمية العلوم الروسية

## التدريس والنشاط التعليمي
قدم يزفان العديد من الدورات الخاصة والمحاضرات في أقسام كليتي الفلسفة والاستشراق في جامعة سان بطرسبورغ الحكومية.
كذلك حاضر في مركز موسكو التابع لجامعة ستانفورد، ومعهد الاسشراق والعلاقات الدولية التابع لجامعة قازان، ومعهد سمولني للفن الحر والعلوم التابع لجامعة سان بطرسبورغ الحكومية، وجامعة جنوب كازاخستان الحكومية (مختار أويزوف)

## مؤلفاته
- مراجعة أول ترجمة للقرآن الكريم إلى اللغة الروسية راجع ريزفان بالاشتراك مع الباحث الروسي أ.ن.فيراوخ أول ترجمة للقرأن الكريم إلى اللغة الروسية والتي قام بها الجنرال والمستشرق الروسي دميتري نيكولافيتش بوغوسلافسكي (1826-1893).صدر الكتاب في (سان بطرسبورغ عام 1995).
- القرآن وتفسيره وصدر باللغة الروسية (في سان بطرسبورغ عام 2000) وكان ثمرة 15 عشر عاما من البحث والدراسة في النصوص القرآنية. وهو أول كتاب في سلسلة (ثقافة وإيديولوجية الشرق الإسلامي) المتضمنة مختارات وكتبا دراسية للمعاهد والجامعات الروسية.يعد كتاب «القرآن وتفسيره» من بين المنهاج الدراسية التي تسهل على الطلبة والمهتمين استيعاب وفهم المفرادت والمفاهيم المتعلقة بالنصوص المعقدة التي خطت بالعربية والفارسية في الفترة من القرن الثامن وحتى القرن العشرين.
- القرآن وعالمه

صدر في (سان بطرسبورغ عام 2001)، وترجم للإنجليزية (عام 2012).ويتحدث الكتاب عن دور القرآن ومكانته في حياة المجتمع الإسلامي، وتاريخ دراسته في الشرق الإسلامي وأوروبا.يضم الكتاب أكثر من 100 صورة بالأبيض والأسود ورسوما توضيحية ملونة، كما ألحق بعدد من نسخ الكتاب تسجيل صوتي (قرص مدمج) للتلاوات القرآنية المختلفة لسورة الفاتحة، إضافة إلى معلومات مقتضبة حول أساليب التلاوة القرآنية، وصور لنماذج الخط القرآني من مجموعة مقتنيات معهد الاستشراق في سان بطرسبورغ، التابع لأكاديمية العلوم الروسية
- القرآن في روسيا

صدر باللغة العربية عام 2002 في دبي في الإمارات العربية المتحدة، ويضم مجموعة من المقالات والمختارات من الكتب والمراسيم والقوانين التي طبعت ونشرت في روسيا خلال القرنين التاسع عشر والعشرين.
وقد قسّم الكتاب إلى ثلاثة أجزاء في مجلد واحد. ويتحدث الكتاب عن المخطوطات القرآنية من المجموعات الروسية ويشتمل على أربعة مقالات، هي: «مخطوطة المصحف بالخط الكوفي من المكتبة الإمبراطورية العمومية بسان بطرسبورغ»، وهو دراسة ووصف تفصيلي لنسخة قديمة من القرآن الكريم تعود إلى القرن الثاني الهجري، وطريقة كتابته، وأعمال الترميم التي جرت عليه، وتقسيم الآيات والسور فيه، ومقارنة بينه وبين المصاحف القديمة الأخرى المكتوبة بالخط الكوفي؛ وفي الثاني...
- مصحف عثمان

صدر باللغات العربية والروسية والإنجليزية في (سان بطرسبورغ عام 2004). يضم كتاب «مصحف عثمان» المخطوطات القرآنية التي عثر عليها المؤلف واستعراضا تاريخياً لحياة تلك القبيلة العربية التي حفظت تلك المخطوطات رغم جميع الصعوبات التي واجهتها. كما يترافق الكتاب مع قرص مدمج يحوي فيلماً تسجيلياً لرحلة البحث عن هذا المخطوط...
- السفن الروسية في الخليج العربي

وهو كتاب صدر باللغة العربية (عام 1990 في موسكو)، وبالإنجليزية (عام 1999 في لندن). ويتحدث عن دفء العلاقة الروسية ببلدان الخليج العربية خلال تواجد السفن الروسية (في الفترة من 1898 وإلى 1903)، وذلك عبر سرد مواد من الأرشيف المركزي للبحرية الروسية. في تلك الفترة كانت العلاقات بين روسيا ودول الخليج العربية قد بلغت ذروتها، وتبين أن دول الخليج تبدي اهتماما كبيرا نحو روسيا وإمكانياتها.
- الحج قبل مئة عام - عبد العزيز دولتشين ومهمته السرية في مكة المكرمة، عام 1898

صدر باللغة العربية في بيروت عام 1993).عبد العزيز دولتشين، هو ضابط في الجيش الروسي أيام الإمبراطورية الروسية، من أصل تتري، ولد عام 1861 لعائلة من النبلاء، فقد تقلد والده مناصب عسكرية قيادية مهمة، وتبعه عبد العزيز فانخرط في السلك العسكري، وساعدته ثقافته الواسعة وإجادته للغات العربية والتركية والفارسية والإنكليزية والفرنسية، بالإضافة إلى اللغتين التترية والروسية على التدرج بسرعة خاطفة في السلكين العسكري والدبلوماسي.لكن طبيعة عبد العزيز لم تكن تلك التي ترغب في المناصب الهامة، فانتقل من بطرسبورغ، عاصمة الإمبراطورية الروسية آنذاك، إلى قرية تسمى قره قلعة «القلعة السوداء» في أطراف عاصمة تركمانستان عشق أباد وخدم في تلك المنطقة سبع سنين تشرب خلالها ثقافة أهل تلك المنطقة وعرف قضاياهم التي تشغلهم، وأتقن لهجتهم وتعلم تراثهم وفلوكلورهم.
- الخيل العربية في روسيا

صدر في دبي عام 2005. ويقع الكتاب في 620 صفحة من القطع الكبير ويتضمن سردا لتاريخ ظهور الحصان العربي في روسيا، إذ يعرض الكاتب معلومات عن الرحلات الروسية الهادفة لشراء الخيول العربية ويستذكر منها أربع رحلات هي رحلة الطبيب البيطري كريستينغ (1825)، ورحلة البيطري كليم (1838)، ورحلة دوختوروف (1860) ورحلة الأمير والأميرة سيرباتوف والكونت أستروغانوف (1888- 1900).
ويتطرق الكاتب أيضا لقصة ظهور الحصان في الجزيرة العربية فيقول: تقول الأساطير إن الخيول ظهرت عند سكا الجزيرة العرية بفضل قبيلة بني أزد، التي قطنت جنوب شرق الجزيرة العربية، وقد قصد أبناء هذه القبيلة النبي سليمان طلبا للموعظة في الدين والإيمان، ونالوا منه حصانا هدية، وأصبح هذا الحصان بالذات واحد من أسلاف الخيول العربية.
- مخطوطات شرقية لكارل فابيرجيه (سان بطرسبورغ 2012)]

## الرحلات الاستكشافية
قام بفيم ريزفان بالعديد من الرحلات الاستكشافية أهمها:
- اليمن (عامي 1989,2007)
- أوزبكستان (أعوام 2001,2004,2005)
- فيتنام (عام 2005)
- الهند (عامي 2002، 2005)
- الهند- سيرلانكا- جزر المالديف (عام 2009)
- الصين- هونغ كونغ (2005)
- الصين (عام 2008)
- مصر (عامي 2006,2007)
- إثيوبيا (عامي 2008,2009)
- إثيوبيا – تنزانيا – أرخبيل زنجبار (عام 2010)
- كازاخستان (أعوام 2010,1011,2012)

## الأفلام الوثائقية
أنجز يفيم ريزفان أفلام وثائقية عدة وق عرضت هذه الأفلام خلال العديد من الفعاليات والنشاطات العلمية والثقافية في بريطانيا واليونان، ومصر، وأندونيسيا، وإيطاليا، الصين، وفرنسا، وفنلندا، وأهم هذه الأفلام:
- في البحث عن «مصحف عثمان» (2003، تأليف وسيناريو وإنتاج يفيم ريزفان). إخراج أندريه أباشكين
- سلسلة «الإجماع» (2007، تأليف وسيناريو وإنتاج يفيم ريزفان). إخراج تتيانا سولوفيوفا.
- القاهرة- بطرسبورغ (2007، تأليف وسيناريو وإنتاج يفيم ريزفان) إخراج تتيانا كولنوغوروفا
- القرآن ذو النجمة السداسية (2007، تأليف وسيناريو وإنتاج يفيم ريزفان) إخراج تتيانا كولنوغوروفا
- عرب من جيناو (2007، تأليف وسيناريو وإنتاج يفيم ريزفان) إخراج تتيانا سولوفيوفا
- القاهرة – تامبيري (2007، تأليف وسيناريو وإنتاج يفيم ريزفان) إخراج تتيانا كولنوغوروفا
- الرحلة الاستكشافية (2007، تأليف وسيناريو وإنتاج يفيم ريزفان) إخراج تتيانا سولوفوفا
- خافترانغي. جنة عدن: الألوان السبع (2007، تأليف وسيناريو وإنتاج يفيم ريزفان) إخراج تتيانا سولوفيوفا
- بعيني الأمير (2007، تأليف وسيناريو وإنتاج يفيم ريزفان) إخراج تتيانا سولوفيوفا

## الجوائز
- الجائزة الفخرية من جامعة سوك (طوكيو،1998)
- جائزة لجنة مسلمي آسيا عن المشاركة في مشروع «الإسلام على أرض الإمبراطورية الروسية سابقا» (طشقند،1998)

جوائز عن كتابه «القرآن وعالمه»
- جائزة «كتاب العام» (2001) مقدمة من الوكالة الفدرالية للصحافة ووسائل الإعلام الجماهيرية ومن جمعية أصحاب دور النشر في روسيا.
- دبلوم منظمة الأمم المتحدة للتربية والعلم والثقافة «اليونيسكو» (2001) لأفضل مطبوعة ساهمت في نشر ثقافة السلام واللاعنف والحوار بين الحضارات
- الجائزة الوطنية «كتاب العام» (2002) مقدمة من الجمهورية الإسلامية الإيرانية

عن كتاب «مصحف عثمان»: سان بطرسبورغ، كاتا-لانغار، بخارى، طشقند
- الجائزة الوطنية «كتاب العام» (2005) عن فئة “Humanitas”
- جائزة المسابقة الدولية الثانية لرابطة الدول المستقلة «فن الكتاب» في فئة «حوار الحضارات» (2005)